# 1776 (pel·lícula)
1776 és una pel·lícula musical estatunidenca dirigida per Peter H. Hunt, estrenada el 1972. El guió de Peter Stone es va basar en el seu llibre per al musical de Broadway del mateix nom de 1969. La banda sonora va ser composta per Sherman Edwards. La pel·lícula és protagonitzada per William Daniels, Howard Da Silva, Donald Madden, John Cullum, Ken Howard i Blythe Danner.
Partes del diàleg i algunes de les lletres de les cançons es van extreure directament de les cartes i memòries dels participants reals del Segon Congrés Continental.
Ha estat doblada al català.

## Argument
Adaptació d'un musical de Broadway de Peter Stone (guanyador del premi Pulitzer) sobre la Independència dels Estats Units d'Amèrica (4 de juliol de 1776). Els representants de diversos estats es posen d'acord per oposar-se conjuntament a la corona britànica: tot amb cançons i música.

## Repartiment
- William Daniels: John Adams
- Howard Da Silva: Benjamin Franklin
- Ken Howard : Thomas Jefferson
- Donald Madden: John Dickinson
- John Cullum: Edward Rutledge
- Roy Poole: Stephen Hopkins
- David Ford : John Hancock
- Blythe Danner: Martha Jefferson
- Virginia Vestoff: Abigail Adams
- Howard Caine: Lewis Morris
- Daniel Keyes: Josiah Bartlett
- Jonathan Moore : Lyman Hall

## Nominacions
- Oscar a la millor fotografia per Harry Stradling Jr.
- Globus d'Or a la millor pel·lícula musical o còmica